# لیما ۱۰۸۶۷
سیارک ۱۰۸۶۷ (به انگلیسی: 10867 Lima، نامگذاری:1996NX4) ده هزار و هشتصد و شصت و هفتمین سیارک کشف شده‌است که در ۱۴ ژوئیه ۱۹۹۶ کشف شد.
قدر مطلق سیارک برابر ۱۴٫۱۰ است.